# Francisco Javier Sánchez Jara
Francisco Javier Sánchez Jara (Almacelles, 16 settembre 1969) è un allenatore di calcio ed ex calciatore spagnolo, di ruolo difensore o centrocampista.

## Palmarès

### Giocatore

#### Competizioni nazionali
- Supercoppa di Spagna: 1

Barcellona: 1994